# Trajectòria parabòlica

La corba verda representa una trajectòria parabòlica

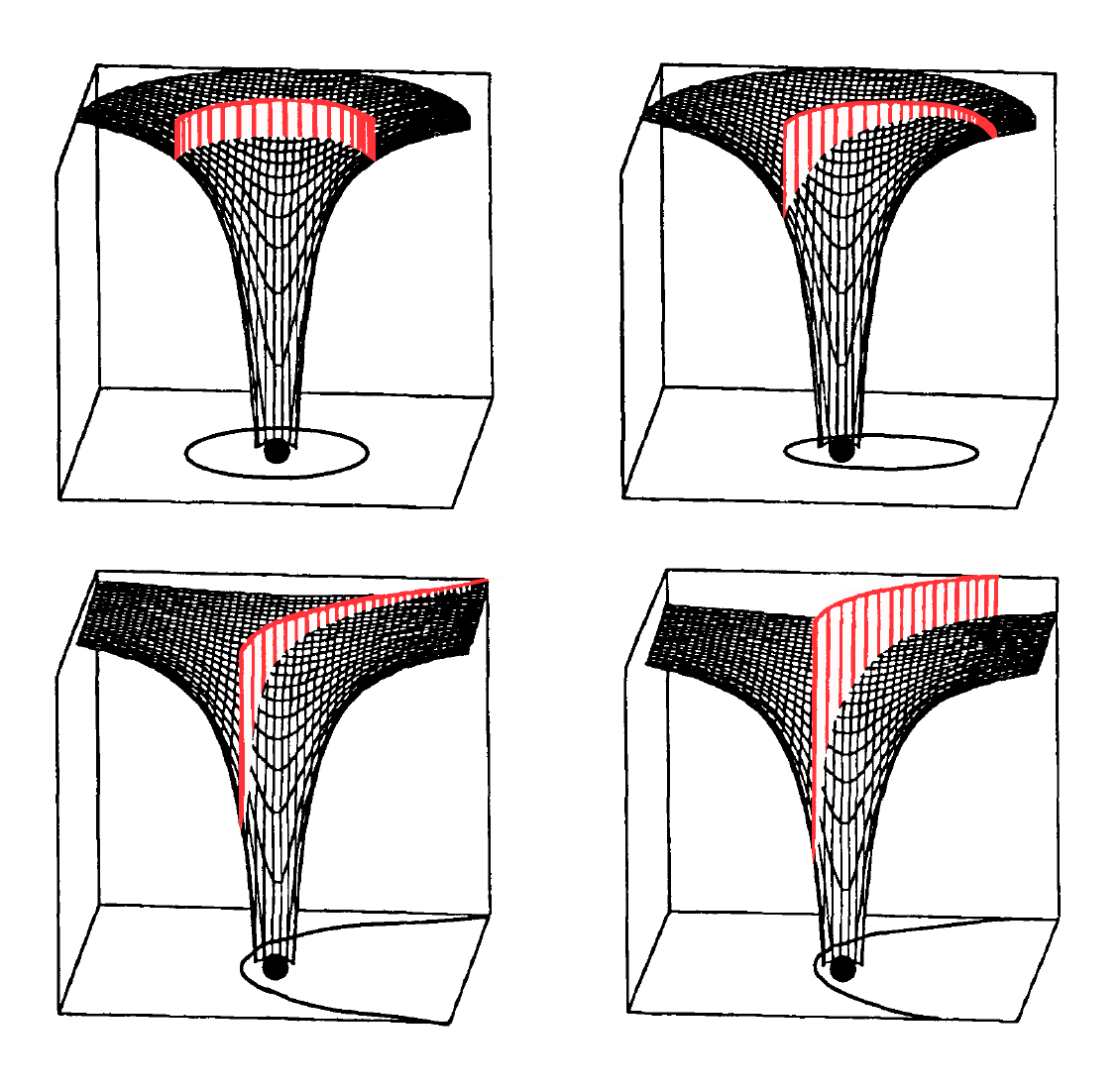
El quadrant de baix a l'esquerra representa una òrbita que segueix una trajectòria parabòlica

En astrodinàmica, una trajectòria parabòlica és una òrbita kepleriana d'excentricitat 1. Quan el cos orbitant s'allunya del focus s'anomena òrbita d'escapament, en cas contrari s'anomena òrbita de captura. A vegades també es coneix com a òrbita C₃ = 0.
Un cos viatjant en una òrbita d'escapament s'allunyarà del cos central a una velocitat tendent a zero, és a dir, mai retornarà.

## Velocitat
La velocitat orbital ({\displaystyle v}) d'un cos que segueix una trajectòria parabòlica és:
{\displaystyle v={\sqrt {2\mu  \over {r}}}}
on:
- {\displaystyle r\,} és la distància radial des del cos central,
- {\displaystyle \mu \,} és el paràmetre gravitacional estàndard.

A qualsevol posició el cos orbitant té la velocitat d'escapament per aquella posició.
Si el cos orbitant té la velocitat d'escapament respecte a la Terra, no té la suficient per escapar del sistema solar, per tant, a prop de la Terra, l'òrbita s'assemblarà a una paràbola, més enllà resultarà ser una el·lipse al voltant del Sol.
Aquesta velocitat ({\displaystyle v}) és directament proporcional a la velocitat orbital d'un cos en una òrbita circular de radi igual a la posició radial del cos orbitant en una òrbita parabòlica:
{\displaystyle v={\sqrt {2}}\cdot v_{o}}
On:
- {\displaystyle v_{o}\,} és la velocitat orbital d'un cos que segueix una òrbita circular.

## Equació del moviment
L'equació del moviment d'un cos seguint una trajectòria parabòlica és:
{\displaystyle r={{h^{2}} \over {\mu }}{{1} \over {1+\cos \nu }}}
On:
- {\displaystyle r\,} és la distància radial des del cos central,
- {\displaystyle h\,} és el moment angular relatiu específic del cos orbitant,
- {\displaystyle \nu \,} és una anomalia veritable del cos orbitant,
- {\displaystyle \mu \,} és el paràmetre gravitacional estàndard.

## Energia
L'energia específica orbital d'un cos que segueix aquest tipus d'òrbita és zero, per tant l'equació de la conservació de l'energia orbital presenta aquesta forma:
{\displaystyle \epsilon ={v^{2} \over 2}-{\mu  \over {r}}=0}
On:
- {\displaystyle v\,} és la velocitat orbital del cos orbitant,
- {\displaystyle r\,} és la distància radial des del cos central,
- {\displaystyle \mu \,} és el paràmetre gravitacional estàndard.

## Equació de Barker
L'equació de Barker relaciona el temps de vol i l'anomalia vertadera d'una òrbita parabòlica.
{\displaystyle t-T={\frac {1}{2}}{\sqrt {\frac {p^{3}}{\mu }}}\left(D+{\frac {1}{3}}D^{3}\right)}
On:
- {\displaystyle D=\tan {({\frac {\nu }{2}})}}, {\displaystyle \nu } és l'anomalia veritable del cos orbitant
- {\displaystyle t} és el temps
- {\displaystyle T} és el temps en què el cos orbitant es troba en el periapsi.
- {\displaystyle \mu \,} és el paràmetre gravitacional estàndard.
- {\displaystyle p} és el semi-latus rectum de la trajectòria.

Més generalment, el temps entre qualsevol parell de punts d'una òrbita parabòlica és {\displaystyle t_{f}-t_{0}={\frac {1}{2}}{\sqrt {\frac {p^{3}}{\mu }}}\left(D_{f}+{\frac {1}{3}}D_{f}^{3}-D_{0}-{\frac {1}{3}}D_{0}^{3}\right)}
Aquesta equació també es pot expressar en termes de la distància al periapsi ({\displaystyle r_{p}={\frac {p}{2}}}):
{\displaystyle t-T={\sqrt {\frac {2r_{p}^{3}}{\mu }}}\left(D+{\frac {1}{3}}D^{3}\right)}
Al contrari que l'equació de Kepler, que s'utilitza per trobar les anomalies vertaderes en les òrbites el·líptiques i hiperbòliques, l'anomalia vertadera en l'equació de Barker es pot trobar directament a partir del temps. Si es fan les següents substitucions
{\displaystyle A={\frac {3}{2}}{\sqrt {\frac {\mu }{2r_{p}^{3}}}}(t-T)}
{\displaystyle B={\sqrt[{3}]{A+{\sqrt {A^{2}+1}}}}}
llavors
{\displaystyle \nu =2\arctan(B-1/B)}

## Trajectòria parabòlica radial
Una trajectòria parabòlica radial és una trajectòria rectilínia on la velocitat relativa dels dos cossos és sempre la velocitat d'escapament. Hi ha dos casos: els dos cossos s'apropen o s'allunyen.
L'expressió de la posició en funció de la velocitat és la següent:
{\displaystyle r=(4.5\mu t^{2})^{1/3}\!\,}
on:
- {\displaystyle \mu \,} és el paràmetre gravitacional estàndard.
- {\displaystyle t=0\!\,} correspon al temps extrapolat del començament o acabament fictici en el centre del cos central.

En qualsevol instant la velocitat mitjana des de {\displaystyle t=0\!\,} és 1.5 cops la velocitat actual.
Per tenir {\displaystyle t=0\!\,} a la superfície es pot aplicar un canvi de temps.